# Салвадор Агра
Салвадор Агра (порт. Salvador Agra, нар. 11 листопада 1991, Віла-ду-Конде) — португальський футболіст, півзахисник клубу «Насьонал».
Виступав, зокрема, за клуби «Реал Бетіс» та «Брага», а також олімпійську збірну Португалії.

## Клубна кар'єра
Народився 11 листопада 1991 року в місті Віла-до-Конде. Вихованець футбольної школи клубу «Варзім». Дорослу футбольну кар'єру розпочав 2010 року в основній команді того ж клубу, в якій провів один сезон, взявши участь у 29 матчах чемпіонату.
Влітку 2011 року перейшов у «Ольяненсі», у складі якого дебютував у Прімейрі.
В кінці січня 2012 року Агра був придбаний іспанським клубом «Реал Бетіс» який заплатив 300 тис. євро за 60% його прав, але Салвадор залишився з «Ольяненсі» до кінця сезону. Після остаточного переходу в клуб з Севільї Агра зіграв всього у 14 матчах в усіх турнірах і забив свій єдиний гол у Ла Лізі в матчі проти «Атлетіко» Мадрид (2:4). Не закріпившись в основі іспанського клубу, з початку 2013 року здавався в оренду почергово в італійську «Сієна» та португальські «Брага» та «Академіка».
28 червня 2015 року уклав чотирирічний контракт з «Насьоналем». Відтоді встиг відіграти за клуб Фуншала 34 матчі в національному чемпіонаті.

## Виступи за збірні
2010 року дебютував у складі юнацької збірної Португалії, взяв участь у 4 іграх на юнацькому рівні, відзначившись 3 забитими голами.
Протягом 2010—2013 років залучався до складу молодіжної збірної Португалії. На молодіжному рівні зіграв у 10 офіційних матчах, забив 2 голи.
2016 року захищав кольори олімпійської збірної Португалії на Олімпійських іграх 2016 року у Ріо-де-Жанейро.